# Фатех Сінґх (раджа Капуртали)
Фатех Сінґх (1784 — 20 жовтня 1837) — 1-й раджа Капуртали у 1801—1837 роках.

## Життєпис
Походив з династії Ахлувалія. Син сардара Баґ Сінґха. Народився 1784 року. Отримав військову релігійну освіту. 1801 року спадкував батькові на посаді місальдара Ахлувалії та сардара Капуртали. Невдовзі прийняв титул раджи, завершивши процес утворення князівства Капуртала.
Стикнувся з політикою Ранджит Сінґха, що дипломатичними та військовими заходами намагався об'єднати усі місалі. Втім Фатех Сінґх мав добре військо та міцні укріплення. Тому Ранджит Сінґх у 1802 році у Фатехабаді обмінявся тюрбанами з раджою Капуртали, чим побратався з ними.
Як союзник Ранджит Сінґх брав участь у кампаніях 1802—1803 років проти місаля Накай для відновлення влади над Касуром, у 1806—1808 роках до регіону Мальва, переміг князівство Багавалпур, яке визнало зверхність сикхів. У 1806 році як повноважний представник Ранджит Сінґха підписав перший англо-сикхський договір з Джерардом Лейком, головнокомандувачем британських військ в Індії, згідно з якого визнавалися усі захоплення сикхів та розширювався вплив держави Ранджит Сінґха. Отримав від останнього володіння Дакха, Кот, Джаграон, Талванді, Нараїнгарх і Райпур
У 1809—1811 роках році виступив на підкорення князівств Кангра, Чібхал, Пінд-Дадан, Манді, Кулу, Газарі. У 1813 і 1818 роках допоміг Ранджит Сінґх захопити південний Пенджаб. 1819 року відзначився у кампанії проти афганців, яких було вигнано з Кашміру.
27 грудня 1825 року втік на британську територію, побоюючись посилення влади та загрози зазіхання на його території магараджі Ранджит Сінґха. Останній негайно захопив його володіння біля Сатленджу, але виявив готовність пробачити його, якщо він перебиреться до Лахора. Фатех Сінгх виконав це у 1827 році. Напочатку 1830-х років перебрався до Капуртали, де помер у жовтні 1836 року від малярії. Йому спадкував старший син Ніхал Сінґх.

## Володіння
Панував над великими територіями по обидва боки Сатледжа, що приносило річний дохід у 176 000 рупій у 1808 році, а у 1836 році — 1,6 млн рупій на рік.